# Fort Frederik
Fort Frederik ligger i Frederiksted på Sankt Croix i øgruppen U.S. Virgin Islands, de forhenværende Dansk-Vestindiske Øer. Danmark opførte fortet for at markere sin tilstedeværelse på de Dansk-Vestindiske Øer, samt for at beskytte den vestlige del af Sankt Croix mod angreb fra andre europæiske kolonimagter og pirater. Fortet stod færdigt i 1760. Både byen og fortet er opkaldt efter kong Frederik 5. Ved fortet ligger Frihedspladsen, hvor Peter von Scholten den 3. juli 1848 erklærede at alle slaver på de Dansk-Vestindiske Øer var frie.

## Historie
Den 25. oktober 1776 blev der fra Fort Frederik affyret de første udenlandske salutter som anerkendelse af USA's uafhængighed.
Fortet var skueplads for to vigtige historiske begivenheder, der førte til afskaffelsen af den slavebaserede økonomi på Jomfruøerne. I 1848 gjorde slaverne oprør, hvilket førte til frigivelsen af alle slaver på de Dansk-Vestindiske Øer. Herefter fulgte tredive år med dårlige løn- og arbejdsforhold for de tidligere slaver, således at de i realiteten stadig var plantageejernes slaver.
Pladsen foran Fortets hovedindgang, hvor slaverne fik deres frihed, er i dag omdannet til en lille park kaldet Buddhoe Park efter Gottlieb Bordeaux. Der er opstillet en buste af ham i parken.
I 1878 begyndte et nyt oprør, der satte en stopper for de dårlige arbejdskontrakter.
Fortet blev renoveret og restaureret i 1976, hvorved det fik sit udseende fra 1840 tilbage. I dag er det åbent for turister.